# Theater heute
Theater heute ist eine monatlich erscheinende deutsche Theaterzeitschrift. Sie wurde 1960 von Erhard Friedrich und Henning Rischbieter als westdeutsches Gegenstück zum Periodikum Theater der Zeit ins Leben gerufen, das 1946 ursprünglich als Theaterzeitschrift der SBZ/DDR gegründet worden war.
Obwohl es das jüngste der maßgeblichen deutschen Theatermagazine für alle Sparten ist (auch die vom Deutschen Bühnenverein herausgegebene Die Deutsche Bühne existiert länger), entwickelte sich Theater heute zum einflussreichsten und meistgelesenen Fachmagazin der deutschsprachigen Theaterwelt. Redakteure sind Eva Behrendt und Franz Wille. Die Auflage liegt bei 15.000 Exemplaren, die Reichweite bei etwa 30.000 Lesern. Die Zeitschrift erscheint beim Der Theaterverlag – Friedrich Berlin GmbH.

## Jahresauszeichnungen
Jährlich befragt Theater heute die deutschsprachigen Kritiker nach dem Theater des Jahres, dem Regisseur des Jahres, dem Schauspieler des Jahres, dem Nachwuchsschauspieler des Jahres und dem Stück des Jahres. Diese Auszeichnungen zählen zu den wichtigsten in der deutschsprachigen Theaterwelt.

### 2024
46 Kritiker nahmen an der Umfrage teil.
- Theater des Jahres: Deutsches Schauspielhaus in Hamburg
- Stück des Jahres: Laios von Roland Schimmelpfennig
- Video des Jahres: Kay Voges Inszenierung von Sibylle Bergs RCE am Berliner Ensemble
- Inszenierung des Jahres: 
  - Laios, Regie: Karin Beier, Text Roland Schimmelpfennig, Deutsches Schauspielhaus in Hamburg
  - Die Hundekot-Attacke, Text Hannah Baumann, Pina Bergemann, Nikita Buldyrski, Henrike Commichau, Linde Dercon, Leon Pfannenmüller, Anna K. Seidel, Regie Walter Bart, Theaterhaus Jena
- Schauspieler des Jahres: Dimitrij Schaad für The Silence
- Schauspielerin des Jahres: Lina Beckmann für Laios
- Bühnenbild des Jahres:  Lorenz Vetter, Signa Köstler und Tristan Kold für Das 13. Jahr am Deutschen Schauspielhaus Hamburg
- Kostümbild des Jahres: Sabrina Bosshard für Werner Schwabs Übergewicht, unwichtig: Unform am Staatstheater Nürnberg (Regie: Rieke Süßkow)
- Nachwuchsautoren des Jahres: Hannah Baumann, Pina Bergemann, Nikita Buldyrski, Henrike Commichau, Linde Dercon, Leon Pfannenmüller, Anna K. Seidel für Die Hundekot-Attacke
- Nachwuchsschauspielerin des Jahres: 
  - Linde Dercon in Die Hundekot-Attacke
  - Lucia Kotikova in Kim de l’Horizons Blutbuch

### 2023
46 Kritiker nahmen an der Umfrage teil.
- Theater des Jahres: Deutsches Theater Berlin
- Stück des Jahres: Bühnenbeschimpfung (Liebe ich es nicht mehr oder liebe ich es zu sehr?) von Sivan Ben Yishai
- Inszenierung des Jahres: Ophelia’s Got Talent, Inszenierung von Florentina Holzinger, Volksbühne Berlin
- Schauspieler des Jahres: Joachim Meyerhoff für Die Möwe
- Schauspielerin des Jahres: Wiebke Mollenhauer für Gier
- Bühnenbild des Jahres:  Nicola Knezevic für Ophelia’s Got Talent und Mirjam Stängl für Zwiegespräch
- Kostümbild des Jahres:  Victoria Behr für Die Eingeborenen von Maria Blut und Matthias Koch für Sommernachtstraum
- Nachwuchsautorin des Jahres: Golda Barton für Sistas!
- Nachwuchsschauspieler des Jahres: Dominik Dos-Reis und Vincent zur Linden
- Nachwuchsschauspielerin des Jahres: Irina Usowa

### 2022
45 Kritiker nahmen an der Umfrage teil.
- Theater des Jahres: Schauspielhaus Bochum
- Stück des Jahres: All right. Good night. von Helgard Haug
- Inszenierung des Jahres: humanistää!, Inszenierung von Claudia Bauer, Volkstheater Wien
- Schauspieler des Jahres: Samouil Stoyanov für humanistää! und Karoline und Kasimir – Noli me tangere
- Schauspielerin des Jahres: Lina Beckmann für Richard the Kid & the King
- Bühnen- und  Kostümbild des Jahres:  Patricia Talacko und Andreas Auerbach für humanistää!
- Dramatikerin des Jahres: Sivan Ben Yishai für Wounds are forever und Like Lovers do
- Nachwuchsdramatikerin des Jahres: Sarah Kilter für White Passing
- Nachwuchsschauspieler des Jahres: Johannes Hegemann für Doughnuts

### 2021
38 Kritiker nahmen an der Umfrage teil. Ein Preis in der Kategorie Theater des Jahres wurde aufgrund der COVID-19-Pandemie nicht verliehen.
- Theater des Jahres: nicht verliehen
- Stück des Jahres: Und sicher ist mit mir die Welt verschwunden von Sibylle Berg
- Inszenierung des Jahres: Einfach das Ende der Welt, Inszenierung von Christopher Rüping, Schauspielhaus Zürich
- Schauspieler des Jahres: Benjamin Lillie für Einfach das Ende der Welt
- Schauspielerin des Jahres: Maja Beckmann für Einfach das Ende der Welt und Medea
- Bühnen- und  Kostümbild des Jahres: Judith Oswald und Sibylle Wallum für Maria Stuart
- Nachwuchsautorin des Jahres: Ewe Benbenek für Tragödienbastard
- Nachwuchsregisseurin des Jahres: Cosmea Spelleken für werther.live
- Nachwuchsschauspielerin des Jahres: Anne Rietmeijer für Peer Gynt
- Überlebenskünstler:in des Jahres: „Alle (…)“ (aufgrund der COVID-19-Pandemie neu eingeführt)

### 2020
44 Kritiker nahmen an der Umfrage teil.
- Theater des Jahres: Münchner Kammerspiele
- Stück des Jahres: Die Verlorenen von Ewald Palmetshofer
- Inszenierung des Jahres: TANZ, Inszenierung von Florentina Holzinger, internationale Koproduktion
- Schauspieler des Jahres: Fabian Hinrichs für Glaube an die Möglichkeit der völligen Erneuerung der Welt
- Schauspielerin des Jahres: Sandra Hüller für Hamlet
- Bühnenbildner des Jahres: Julia Oschatz für Hamlet
- Kostümbildnerin des Jahres: Victoria Behr für Amphitryon
- Nachwuchsautorin des Jahres: Caren Jeß für Bookpink
- Nachwuchsschauspielerin des Jahres: Gina Haller für Hamlet
- Nachwuchsschauspieler des Jahres: Johannes Nussbaum für Die Verlorenen

### 2019
44 Kritiker nahmen an der Umfrage teil.
- Theater des Jahres: Münchner Kammerspiele
- Bühnenbildner des Jahres: Lena Newton für Drei Schwestern und Ersan Mondtag für Salome, Die Räuber und Wonderland Av.
- Stück des Jahres: Schnee Weiss (Die Erfindung der alten Leier) von Elfriede Jelinek
- Inszenierung des Jahres: Dionysos Stadt, Inszenierung Christopher Rüping an den Münchner Kammerspielen
- Dramaturgie des Jahres: Valerie Göhring und Matthias Pees für Dionysos Stadt
- Schauspieler des Jahres: Nils Kahnwald für Dionysos Stadt
- Schauspielerin des Jahres: Sandra Hüller für Penthesilea
- Nachwuchsautorin des Jahres: Enis Maci
- Nachwuchsregisseur des Jahres: Bonn Park
- Kostümbildner des Jahres: Vanessa Rust für Tartuffe oder Das Schwein der Weisen
- Nachwuchsschauspielerin des Jahres: Gro Swantje Kohlhof
- Nachwuchsschauspieler des Jahres: Benjamin Radjaipour, Laurenz Laufenberg

### 2018
43 Kritiker nahmen an der Umfrage teil.
- Theater des Jahres (8 Stimmen): Theater Basel
- Bühnenbildner des Jahres: Vegard Vinge und Ida Müller für Nationaltheater Reinickendorf
- Stück des Jahres: Am Königsweg von Elfriede Jelinek
- Inszenierung des Jahres: Am Königsweg, Inszenierung Falk Richter am Deutschen Schauspielhaus Hamburg
- Schauspieler des Jahres: Benny Claessens für Am Königsweg
- Schauspielerin des Jahres: Caroline Peters für Hotel Strindberg
- Nachwuchsautoren des Jahres: Thomas Köck und Enis Maci
- Nachwuchsregisseurin des Jahres: Anta Helena Recke
- Kostümbildner des Jahres: Andy Besuch für Am Königsweg

### 2017
46 Kritiker nahmen an der Umfrage teil.
- Theater des Jahres (18 Stimmen): Volksbühne Berlin
- Bühnenbildner des Jahres: Ulrich Rasche für Die Räuber am Münchner Residenztheater
- Stück des Jahres: Drei Schwestern, Inszenierung Simon Stone
- Inszenierung des Jahres: Five Easy Pieces, Milo Rau
- Schauspieler des Jahres: Joachim Meyerhoff in Die Welt im Rücken
- Schauspielerin des Jahres: Valery Tscheplanowa als Margarete und Helena in Frank Castorfs Faust an der Berliner Volksbühne
- Nachwuchsschauspieler des Jahres: Sina Martens und Michael Wächter
- Nachwuchsregisseurin des Jahres: Nora Abdel-Maksoud für The Making-of
- Nachwuchsautorin des Jahres: Olga Bach
- Kostümbildner des Jahres: Ersan Mondtag für Die Vernichtung

### 2016
43 Kritiker nahmen an der Umfrage teil.
- Theater des Jahres (je 6 Stimmen): Volksbühne Berlin, Intendanz Frank Castorf sowie Maxim-Gorki-Theater Berlin, Intendanz: Shermin Langhoff und Jens Hillje
- Bühnenbildner des Jahres (8 Stimmen): Bert Neumann
- Deutschsprachiges Stück des Jahres (5 Stimmen): The Situation von Yael Ronen
- Schauspieler des Jahres (7 Stimmen): Edgar Selge, in Unterwerfung
- Schauspielerin des Jahres (6 Stimmen): Caroline Peters, Ella Rentheim in John Gabriel Borkman
- Nachwuchsschauspieler des Jahres (8 Stimmen): Marcel Kohler, Arkadaj in Väter und Söhne
- Ausländisches Stück des Jahres (8 Stimmen): Geächtet von Ayad Akhtar
- Nachwuchsregisseur des Jahres (8 Stimmen): Ersan Mondtag für Tyrannis
- Nachwuchsbühnenbildner des Jahres (4 Stimmen): Ersan Mondtag für Tyrannis
- Kostümbildner des Jahres (je 4 Stimmen): Ersan Mondtag für Tyrannis und Anke Grot für Effi Briest – aber mit anderem Text und auch anderer Melodie

### 2015
42 Kritiker nahmen an der Umfrage teil.
- Theater des Jahres (6 Stimmen): Burgtheater Wien, Intendanz Karin Bergmann
- Inszenierung des Jahres (8 Stimmen): Die lächerliche Finsternis, Inszenierung Dušan David Pařízek
- Bühnenbild des Jahres (jeweils 4 Stimmen): Die lächerliche Finsternis, Katrin Nottrodt für das Bühnenbild zu John Gabriel Borkman, Aleksandar Denić für das Bühnenbild zu Baal
- Kostümbildnerin des Jahres (12 Stimmen): Victoria Behr, der die mann
- Deutschsprachiges Stück des Jahres (27 Stimmen): Die lächerliche Finsternis von Wolfram Lotz
- Schauspieler des Jahres (6 Stimmen): Samuel Finzi, Wladimir in Warten auf Godot
- Schauspielerin des Jahres (9 Stimmen): Stefanie Reinsperger, Die lächerliche Finsternis, die unverheiratete
- Nachwuchsschauspielerin des Jahres (15 Stimmen): Stefanie Reinsperger, Die lächerliche Finsternis, die unverheiratete
- Ausländisches Stück des Jahres (5 Stimmen): Noah Haidle: Alles muss glänzen – The Homemaker
- Dramaturgin des Jahres (4 Stimmen): Stefanie Carp: Die Schutzbefohlenen

### 2014
44 Kritiker nahmen an der Umfrage teil.
- Theater des Jahres (15 Stimmen): Maxim Gorki Theater Berlin, Intendanz Shermin Langhoff
- Inszenierung des Jahres (5 Stimmen): Amphitryon und sein Doppelgänger, Inszenierung Karin Henkel
- Bühnenbildner des Jahres (9 Stimmen): Aleksandar Denic, Reise ans Ende der Nacht
- Kostümbildnerin des Jahres (8 Stimmen): Victoria Behr, Ohne Titel Nr. 1
- Deutschsprachiges Stück des Jahres (5 Stimmen): Es sagt mir nichts, das sogenannte Draußen von Sibylle Berg
- Nachwuchsautorin des Jahres (10 Stimmen plus 1 im Hauptfach): Ferdinand Schmalz, am beispiel der butter
- Schauspieler des Jahres (5 Stimmen): Peter Kurth, Onkel Wanja in Onkel Wanja
- Schauspielerin des Jahres (10 Stimmen): Bibiana Beglau, Bardamu in Reise ans Ende der Nacht
- Nachwuchsschauspieler des Jahres (7 Stimmen): Dimitrij Schaad
- Nachwuchsschauspielerin des Jahres (5 Stimmen plus eine im Hauptfach): Katharina Knap, Sonja in Onkel Wanja
- Nachwuchsregisseur des Jahres (4 Stimmen plus eine im Hauptfach): Thom Luz, Archiv des Unvollständigen / When I die

### 2013
44 Kritiker nahmen an der Umfrage teil.
- Theater des Jahres (10 Stimmen): Münchner Kammerspiele, Intendanz: Johan Simons
- Inszenierung des Jahres (je 4 Stimmen): Die Ratten, Regie: Karin Henkel, Schauspiel Köln, Orpheus steigt herab, Regie: Sebastian Nübling, Münchner Kammerspiele und Jeder stirbt für sich allein, Regie: Luk Perceval, Thalia Theater Hamburg
- Bühnenbildnerin des Jahres (5 Stimmen): Annette Kurz für Jeder stirbt für sich allein am Thalia Theater Hamburg
- Kostümbildnerin des Jahres (4 Stimmen): Andrea Schraad für Sklaven am Deutschen Theater Berlin
- Deutschsprachiges Stück des Jahres (9 Stimmen): X-Freunde von Felicia Zeller
- Schauspieler des Jahres: Steven Scharf (5 Stimmen) in Plattform, Münchner Kammerspiele
- Schauspielerin des Jahres (16 Stimmen): Sandra Hüller in Die Straße. Die Stadt. Der Überfall von Elfriede Jelinek, Münchner Kammerspiele
- Nachwuchsautorin des Jahres (10 Stimmen plus 2 im Hauptfach): Katja Brunner für von den beinen zu kurz
- Nachwuchsregisseurin des Jahres (5 Stimmen plus eine Extrastimme in der Hauptkategorie): Susanne Kennedy für Fegefeuer in Ingolstadt an den Münchner Kammerspielen
- Nachwuchsschauspieler des Jahres (7 Stimmen plus 2 in der Hauptkategorie): Risto Kübar als Val in Orpheus descending (Orpheus steigt herab) von Tennessee Williams an den Münchner Kammerspielen

### 2012
42 Kritiker nahmen an der Umfrage teil.
- Theater des Jahres (8 Stimmen): Hebbel am Ufer in Berlin, Intendanz: Matthias Lilienthal
- Inszenierung des Jahres (13 Stimmen): Faust I + II, Regie: Nicolas Stemann, Thalia Theater Hamburg/Salzburger Festspiele
- Bühnenbildner des Jahres (9 Stimmen): Herbert Fritsch für Eine (s)panische Fliege an der Volksbühne Berlin
- Kostümbildner des Jahres (12 Stimmen): Victoria Behr für Eine (s)panische Fliege an der Volksbühne Berlin
- Deutschsprachiges Stück des Jahres (12 Stimmen): Immer noch Sturm von Peter Handke
- Ausländisches Stück des Jahres (18 Stimmen): Three Kingdoms von Simon Stephens
- Nachwuchsautor des Jahres (9 Stimmen, plus 2 als Dramatikerin des Jahres): Anne Lepper für Käthe Hermann und Seymour oder Ich bin nur aus Versehen hier
- Schauspieler des Jahres (11 Stimmen): Sebastian Rudolph in Faust I + II am Thalia Theater Hamburg
- Schauspielerin des Jahres (6 Stimmen): Sophie Rois in Eine (s)panische Fliege an der Volksbühne Berlin
- Nachwuchsschauspieler des Jahres (6 Stimmen): Bastian Reiber in Eine (s)panische Fliege an der Volksbühne Berlin

### 2011
44 Kritiker nahmen an der Umfrage teil.
- Theater des Jahres (7 Stimmen): Schauspiel Köln
- Inszenierung des Jahres (10 Stimmen): Das Werk/Im Bus/Ein Sturz, Regie: Karin Beier, Schauspiel Köln
- Dramaturg des Jahres (6 Stimmen): Rita Thiele für Das Werk/Im Bus/Ein Sturz am Schauspiel Köln
- Bühnenbildner des Jahres (6 Stimmen): Stéphane Laimé für Tod eines Handlungsreisenden am Schauspielhaus Zürich
- Kostümbildner des Jahres (11 Stimmen): Victoria Behr für Nora oder Ein Puppenheim am Theater Oberhausen
- Deutschsprachiges Stück des Jahres (je 11 Stimmen): Winterreise von Elfriede Jelinek und Verrücktes Blut von Nurkan Erpulat und Jens Hillje
- Ausländisches Stück des Jahres (6 Stimmen): Wastwater von Simon Stephens
- Nachwuchsautor des Jahres (6 Stimmen): Wolfram Lotz mit Einige Nachrichten an das All
- Nachwuchsregisseur des Jahres (6 Stimmen, plus 2 in der Hauptkategorie): Nurkan Erpulat mit Verrücktes Blut am Ballhaus Naunynstraße, Berlin
- Schauspieler des Jahres (5 Stimmen): Jens Harzer in Don Karlos am Thalia Theater Hamburg
- Schauspielerin des Jahres (7 Stimmen, plus 3 als Nachwuchsschauspielerin): Lina Beckmann in Das Werk/Im Bus/Ein Sturz und als Warja in Der Kirschgarten am Schauspiel Köln
- Nachwuchsschauspieler des Jahres (5 Stimmen, plus 1 in der Hauptkategorie): Kristof Van Boven in Winterreise an den Münchner Kammerspielen
- Nachwuchsschauspielerin des Jahres (5 Stimmen): Manja Kuhl in Nora oder Ein Puppenheim am Theater Oberhausen

### 2010
42 Kritiker nahmen an der Umfrage teil.
- Theater des Jahres (12 Stimmen): Schauspiel Köln
- Inszenierung des Jahres (7 Stimmen): Die Schmutzigen, die Hässlichen und die Gemeinen, Regie: Karin Beier, Schauspiel Köln
- Bühnenbildner des Jahres: Andreas Kriegenburg für Diebe (6 Stimmen) und Prinz von Homburg (1 Stimme) am Deutschen Theater Berlin
- Deutschsprachiges Stück des Jahres (15 Stimmen): Der Goldene Drache von Roland Schimmelpfennig
- Ausländisches Stück des Jahres: Life and Times – Episode 1 von Pavol Liska und Dritte Generation von Yael Ronen
- Nachwuchsautor des Jahres (9 Stimmen sowie eine Stimme in der Hauptkategorie): Nis-Momme Stockmann mit Kein Schiff wird kommen
- Nachwuchsregisseur des Jahres (7 Stimmen): Antú Romero Nunes mit Prinzip Meese am Maxim Gorki Theater
- Schauspieler des Jahres (je 6 Stimmen): Fabian Hinrichs in René Polleschs Ich schau dir in die Augen, gesellschaftlicher Verblendungszusammenhang! an der Volksbühne Berlin und Paul Herwig als Pinneberg in Kleiner Mann – was nun? an den Münchner Kammerspielen
- Schauspielerin des Jahres (je 5 Stimmen): Annette Paulmann als Lämmchen in Kleiner Mann – was nun? an den Münchner Kammerspielen; Sandra Hüller als Parzival am Schauspiel Hannover und Virgin Queen an der Volksbühne Berlin; Margit Bendokat am Deutschen Theater Berlin
- Nachwuchsschauspielerin des Jahres (je 4 Stimmen): Maria Kwiatkowsky (Volksbühne Berlin) und Lilith Stangenberg (Schauspielhaus Zürich)

### 2009
41 Kritiker aus Deutschland und Österreich haben Schauspieler, Inszenierungen und Bühnen bewertet.
- Theater des Jahres: Münchner Kammerspiele
- Schauspielerin des Jahres: Birgit Minichmayr in Der Weibsteufel am Akademietheater Wien
- Schauspieler des Jahres: Alexander Scheer in Kean an der Berliner Volksbühne
- Inszenierung des Jahres: Die Möwe – Regie: Jürgen Gosch am Deutschen Theater Berlin
- Nachwuchsschauspieler des Jahres: —
- Nachwuchsschauspielerin des Jahres: Kathleen Morgeneyer in Die Möwe am Deutschen Theater Berlin
- Bühnenbild des Jahres: Andreas Kriegenburg für Der Prozess an den Münchner Kammerspielen
- Stück des Jahres: Elfriede Jelinek mit Rechnitz (Der Würgeengel), uraufgeführt an den Münchner Kammerspielen
- Bester Nachwuchsautor: —
- Dramatiker des Jahres: —
- Kostümbildnerin des Jahres: —
- Ausländisches Stück des Jahres: Dennis Kelly mit Taking Care of Baby – Kindersorgen

### 2008
37 Kritiker aus Deutschland und Österreich haben Schauspieler, Inszenierungen und Bühnen bewertet.
- Theater des Jahres: Deutsches Theater Berlin
- Schauspielerin des Jahres: Constanze Becker in Onkel Wanja am Deutschen Theater Berlin
- Schauspieler des Jahres: Ulrich Matthes und Jens Harzer in Onkel Wanja am Deutschen Theater Berlin
- Inszenierung des Jahres: Onkel Wanja – Regie: Jürgen Gosch am Deutschen Theater Berlin
- Nachwuchsschauspieler des Jahres: Niklas Kohrt in Die Ratten am Deutschen Theater Berlin
- Nachwuchsschauspielerin des Jahres: Anne Müller in Gertrud am Schauspiel Frankfurt
- Bühnenbild des Jahres: Olaf Altmann für Die Ratten am Deutschen Theater Berlin
- Stück des Jahres: Dea Loher mit Das letzte Feuer, uraufgeführt am Thalia Theater Hamburg
- Bester Nachwuchsautor: Ewald Palmetshofer mit hamlet ist tot. keine schwerkraft und wohnen.unter glas
- Dramatiker des Jahres: Simon Stephens für Pornographie
- Kostümbildnerin des Jahres: Annabelle Witt mit ihrer Fantasiemode in Stefan Puchers Shakespeare-Inszenierung Der Sturm an den Münchner Kammerspielen.

### 2007
40 Kritiker wählten in folgenden Kategorien die besten künstlerischen Leistungen:
- Theater des Jahres (18 Stimmen): Thalia Theater Hamburg, Intendanz: Ulrich Khuon
- Inszenierung des Jahres (8 Stimmen): Die Perser – Regie: Dimiter Gotscheff am Deutschen Theater Berlin
- Schauspieler des Jahres (10 Stimmen): Joachim Meyerhoff für Hamlet am Schauspielhaus Zürich und für Viel Lärm um nichts am Burgtheater Wien
- Schauspielerin des Jahres (9 Stimmen): Judith Rosmair für Ulrike Maria Stuart und Tartuffe am Thalia Theater Hamburg
- Stück des Jahres/Dramatikerin des Jahres (9 Stimmen): Ulrike Maria Stuart von Elfriede Jelinek
- Nachwuchsautor des Jahres (6 Stimmen): Dirk Laucke für Alter Ford Escort Dunke[28] lblau
- Nachwuchsregisseurin des Jahres (6 Stimmen): Jette Steckel für Nachtblind am Thalia Theater Hamburg
- Bühnenbildnerin des Jahres (13 Stimmen): Katrin Brack für Tartuffe am Thalia Theater Hamburg
- Kostümbildner des Jahres (11 Stimmen): Andrea Schraad für  Drei Schwestern an den Münchner Kammerspielen

### 2006
38 Kritiker wählten in folgenden Kategorien die besten künstlerischen Leistungen:
- Theater des Jahres (9 Stimmen): Staatstheater Stuttgart, Intendanz: Hasko Weber
- Inszenierung des Jahres (je 9 Stimmen): Macbeth – Regie: Jürgen Gosch am Düsseldorfer Schauspielhaus
- Schauspieler des Jahres (mit 10 Stimmen (5 Stimmen als bester Schauspieler, 5 Stimmen als bester Nachwuchsschauspieler)): Felix Goeser für Platonow am Staatstheater Stuttgart
- Schauspielerin des Jahres (mit 11 Stimmen): Katharina Schüttler für Hedda Gabler an der Schaubühne
- Stück des Jahres (mit 11 Stimmen): Dunkel lockende Welt von Klaus Händl
- Bühnenbildnerin des Jahres (mit 6 Stimmen): Muriel Gerstner für Dunkel lockende Welt an den Münchner Kammerspielen und Richard III. in Hamburg
- Kostümbildner des Jahres (mit 11 Stimmen): Johannes Schütz für Macbeth am Düsseldorfer Schauspielhaus

### 2005
39 Kritiker wählten in folgenden Kategorien die besten künstlerischen Leistungen:
- Theater des Jahres (je 5 Stimmen): Deutsches Theater Berlin, Münchner Kammerspiele, Neue Bühne Senftenberg, Deutsches Schauspielhaus Hamburg
- Inszenierung des Jahres (je 6 Stimmen): Othello – Regie: Stefan Pucher am Deutschen Schauspielhaus Hamburg und Iwanow – Regie: Dimiter Gotscheff an der Volksbühne am Rosa-Luxemburg-Platz in Berlin
- Schauspieler des Jahres (6 Stimmen): Ulrich Matthes für Wer hat Angst vor Virginia Woolf? am Deutschen Theater Berlin
- Schauspielerin des Jahres (8 Stimmen): Wiebke Puls für Die Nibelungen an den Münchner Kammerspielen
- Stück des Jahres (10 Stimmen): Der Bus (Das Zeug einer Heiligen) von Lukas Bärfuss
- Nachwuchsautorin des Jahres (13 Stimmen): Anja Hilling für Mein junges idiotisches Herz
- Bühnenbildner des Jahres (5 Stimmen): Katrin Brack für Iwanow an der Volksbühne am Rosa-Luxemburg-Platz in Berlin

### 2004
39 Kritiker wählten in folgenden Kategorien die besten künstlerischen Leistungen:
- Theater des Jahres (6 Stimmen): Hebbel am Ufer in Berlin, Intendanz: Matthias Lilienthal
- Inszenierung des Jahres (6 Stimmen): Anatomie Titus Fall of Rome – Regie: Johan Simons an den Münchner Kammerspielen und Sommergäste – Regie: Jürgen Gosch am Düsseldorfer Schauspielhaus
- Schauspieler des Jahres (8 Stimmen): Thomas Dannemann für Sommergäste am Düsseldorfer Schauspielhaus
- Schauspielerin des Jahres (8 Stimmen): Sunnyi Melles für Onkel Wanja am Bayerischen Staatsschauspiel
- Stück des Jahres (10 Stimmen): We are camera/Jasonmatrial von Fritz Kater
- Nachwuchsautor des Jahres (7 Stimmen): Klaus Händl für Wilde – Der Mann mit den traurigen Augen
- Nachwuchsregisseurin des Jahres: Friederike Heller für Untertagsblues von Peter Handke am Burgtheater Wien[32]
- Bühnenbildnerin des Jahres (7 Stimmen): Katrin Brack für Der Kampf des Negers und der Hunde an der Volksbühne am Rosa-Luxemburg-Platz in Berlin

### 2003
38 Kritiker wählten in folgenden Kategorien die besten künstlerischen Leistungen:
- Theater des Jahres (14 Stimmen): Thalia Theater Hamburg, Intendanz: Ulrich Khuon
- Inszenierung des Jahres (8 Stimmen): Der Idiot von Dostojewski – Regie: Frank Castorf an der Volksbühne am Rosa-Luxemburg-Platz in Berlin
- Schauspieler des Jahres (7 Stimmen): Martin Wuttke für Der Idiot von Dostojewski an der Volksbühne am Rosa-Luxemburg-Platz in Berlin
- Schauspielerin des Jahres (12 Stimmen): Anne Tismer für Nora an der Schaubühne am Lehniner Platz in Berlin
- Stück des Jahres (11 Stimmen): zeit zu lieben zeit zu sterben von Fritz Kater
- Nachwuchsautor des Jahres (5 Stimmen): Lukas Bärfuss für Die sexuellen Neurosen unserer Eltern
- Bühnenbildner des Jahres (18 Stimmen): Bert Neumann an der Volksbühne am Rosa-Luxemburg-Platz in Berlin

### 2002
39 Kritiker wählten in folgenden Kategorien die besten künstlerischen Leistungen:
- Theater des Jahres (13 Stimmen): Zürcher Schauspielhaus in Zürich, Intendanz: Christoph Marthaler
- Inszenierung des Jahres (11 Stimmen): Erniedrigte und Beleidigte nach Dostojewski – Regie: Frank Castorf; Koproduktion der Volksbühne am Rosa-Luxemburg-Platz in Berlin und der Wiener Festwochen
- Schauspieler des Jahres (9 Stimmen): André Jung am Zürcher Schauspielhaus
- Schauspielerin des Jahres (10 Stimmen): Dagmar Manzel für Traum in Herbst an den Münchner Kammerspielen in München
- Stück des Jahres (13 Stimmen): Prater Trilogie von René Pollesch an der Volksbühne am Rosa-Luxemburg-Platz
- Nachwuchsautor des Jahres (6 Stimmen): Martin Heckmanns für Schieß doch, Kaufhaus!
- Bühnenbildner des Jahres (14 Stimmen): Bert Neumann an der Volksbühne am Rosa-Luxemburg-Platz in Berlin
- Bester Nachwuchsschauspieler (5 Stimmen): Harald Schmidt für seine Rolle als Diener Lucky in Warten auf Godot am Schauspielhaus Bochum

### 2001
41 Kritiker wählten in folgenden Kategorien die besten künstlerischen Leistungen:
- Theater des Jahres (14 Stimmen): Zürcher Schauspielhaus in Zürich, Intendanz: Christoph Marthaler
- Regisseur des Jahres: Peter Zadek mit 7 Stimmen für Rosmersholm am Wiener Burgtheater und 2 Stimmen für Bash an den Hamburger Kammerspielen
- Schauspieler des Jahres (je 3 Stimmen): Michael Maertens, Einar Schleef, Gert Voss, Bruno Ganz, Henry Hübchen und Ueli Jäggi
- Schauspielerin des Jahres (12 Stimmen): Judith Engel für Bash an den Hamburger Kammerspielen, Was ihr wollt und Die Nacht singt ihre Lieder am Zürcher Schauspielhaus
- Stück des Jahres (9 Stimmen): Republik Vineta von Moritz Rinke
- Nachwuchsautor des Jahres (12 Stimmen): Igor Bauersima für Norway.today
- Bühnenbildner des Jahres (14 Stimmen): Bert Neumann an der Volksbühne am Rosa-Luxemburg-Platz in Berlin

### 2000
39 Kritiker wählten in folgenden Kategorien die besten künstlerischen Leistungen:
- Theater des Jahres (13 Stimmen): Deutsches Schauspielhaus Hamburg, Intendanz: Frank Baumbauer
- Inszenierung des Jahres (8 Stimmen): Schlachten! von Luk Perceval am Deutschen Schauspielhaus Hamburg
- Schauspieler des Jahres (11 Stimmen): Thomas Thieme als Dirty Rich Modderfocker in Schlachten!
- Schauspielerin des Jahres (8 Stimmen): Jutta Lampe als Arkadina in Die Möwe in der Inszenierung von Luc Bondy für die Wiener Festwochen
- Stück des Jahres (8 Stimmen): Jeff Koons von Rainald Goetz
- Nachwuchsautor des Jahres (4 Stimmen): Dirk Dobbrow für Legoland
- Bühnenbildner des Jahres (10 Stimmen): Martin Zehetgruber

### 1999
39 Kritiker wählten in folgenden Kategorien die besten künstlerischen Leistungen:
- Theater des Jahres (8 Stimmen): Schauspiel Basel, Intendanz: Stefan Bachmann
- Inszenierungen des Jahres (je 5 Stimmen): Onkel Wanja von Andrea Breth an der Schaubühne am Lehniner Platz, Dämonen von Frank Castorf an der Volksbühne am Rosa-Luxemburg-Platz, Der Kuß des Vergessens von Matthias Hartmann am Zürcher Schauspielhaus, Geschichten aus dem Wiener Wald von Martin Kušej am Hamburger Thalia Theater Hamburg sowie Die Spezialisten von Christoph Marthaler am Deutschen Schauspielhaus Hamburg
- Regisseure des Jahres: Frank Castorf und Peter Zadek
- Schauspieler des Jahres (10 Stimmen): Otto Sander als Herr Jelke in Der Kuß des Vergessens
- Schauspielerin des Jahres (8 Stimmen): Angela Winkler als Hamlet in der Inszenierung von Peter Zadek für die Wiener Festwochen
- Nachwuchsschauspielerin des Jahres (je 8 Stimmen): Johanna Wokalek und Katharina Schmalenberg
- Stück des Jahres (12 Stimmen): King Kongs Töchter von Theresia Walser
- Nachwuchsautor des Jahres (10 Stimmen): Marius von Mayenburg für Feuergesicht
- Bühnenbildnerin des Jahres (3 Stimmen): Ricarda Beilharz

### 1975 bis 1998
- 1998: Ignaz Kirchner und Gert Voss sowie Natali Seelig
- 1997: Corinna Harfouch
- 1996: Josef Bierbichler für die Rolle des Lopachin in Tschechows Kirschgarten, Regie: Peter Zadek und Corinna Kirchhoff
- 1995: Martin Wuttke sowie Ortrud Beginnen, Hilke Ruthner und Ursula Höpfner
- 1994: Henry Hübchen sowie Marion Breckwoldt, Marlen Diekhoff, Gundi Ellert, Ulrike Grote, Ilse Ritter und Anne Weber
- 1993: Jürgen Holtz und Kirsten Dene
- 1992: Gert Voss und Ignaz Kirchner sowie Imogen Kogge und Almut Zilcher
- 1991: Udo Samel und Norbert Schwientek
- 1990: Gert Voss sowie Jutta Lampe und Tana Schanzara
- 1989: Libgart Schwarz
- 1988: Helmuth Lohner und Ulrich Wildgruber sowie Susanne Lothar und Jutta Lampe
- 1987: Gert Voss
- 1986: Ulrich Tukur
- 1985: Josef Bierbichler für die Titelrolle in Gust von Herbert Achternbusch und Ilse Ritter
- 1984: Magdalena Ritter
- 1983: Peter Fitz und Gert Voss sowie Barbara Sukowa
- 1982: Michael Habeck
- 1981: Günter Lamprecht
- 1980: Peter Fitz sowie Katharina Thalbach und Sissy Höfferer
- 1979: Jürgen Prochnow u. a.
- 1978: Charlotte Schwab
- 1977: Dagmar Papula
- 1976: Rosel Zech
- 1975: Hannelore Hoger und Libgart Schwarz